# Coen Deering
Johannes Coenraad (Coen) Deering (Rotterdam, 6 augustus 1900 - Haaksbergen, 12 maart 1990) was een politicus van de VDB en de PvdA.
Deering was afkomstig uit het onderwijs en heeft op diverse scholen als leraar geschiedenis lesgegeven. In de VDB was hij lid van het hoofdbestuur van 1938 totdat de VDB in 1946 opging in de PvdA. In 1946 trad hij toe tot zowel de Tweede Kamer, als de Provinciale Staten van Zuid-Holland als ook tot de gemeenteraad van Voorburg. Kamerlid en raadslid zou hij echter maar twee jaar blijven. Hij trad in de Tweede kamer op als woordvoerder onderwijs. Hij was vervolgens van 1949 tot 1965 rector van het Libanon Lyceum in Rotterdam. In 1956 werd Deering opnieuw verkozen tot lid van de Tweede Kamer. Hij verliet deze echter weer snel omdat de gemeente Rotterdam weigerde hem de mogelijkheid te geven om non-actief te zijn als rector. Hij verliet daarop de Tweede Kamer en koos voor het onderwijs. Na zijn pensionering en zijn actieve politieke loopbaan stapte Deering rond 1970 als lid over naar DS'70.
- Biografisch Portaal: 65844999
- Parlement.com: vg09lkzoq3ca